# NOT FOUND (Mr.Childrenの曲)
『NOT FOUND』（ノット・ファウンド）は、日本のバンド・Mr.Childrenによる19枚目のシングル。2000年8月9日にトイズファクトリーより発売された。

## 概要
前作から8か月ぶりのシングルで、Mr.Childrenは本作から完全に12cmシングルへ移行した。
本作について桜井和寿は発売前に「この曲のために活動を続けてきた」という旨を発言したため、マスメディアが「最高傑作」と書き立てたことがある。
ジャケットは女性が蜂の巣を握っている。アートディレクターは信藤三雄。

## チャート成績
オリコンチャートでは初週35.7万枚、累計売上は60.7万枚。
このシングル発売により、当時最速となる8年で1stシングル『君がいた夏』からのシングル総売上枚数が2000万枚を突破。B'z・サザンオールスターズ以来3組目の快挙となった。

## 収録曲
| 全作詞・作曲: 桜井和寿、全編曲: 小林武史 & Mr.Children。 |                      |          |            |      |
| #                                                        | タイトル             | 作詞     | 作曲・編曲 | 時間 |
| 1.                                                       | 「NOT FOUND」        | 桜井和寿 | 桜井和寿   | 4:58 |
| 2.                                                       | 「1999年、夏、沖縄」 | 桜井和寿 | 桜井和寿   | 7:40 |
| 合計時間:                                                | 合計時間:            | 12:38    |            |      |

## 楽曲解説
1. NOT FOUND
  - フジテレビ系ドラマ『バスストップ』主題歌[2]。ドラマ主題歌に起用されるのは15thシングル『終わりなき旅』以来で、月9ドラマ主題歌を担当するのは10thシングル『名もなき詩』以来2度目。
  - タイトルはインターネットでウェブページが存在しなかった際に表示される「(404) NOT FOUND」が出ても、画面のどこかを押せば裏サイトが閲覧できるという噂から名付けられた。桜井がヘアメイクとの会話中にふと思い立ち、「NOT FOUND」という単語を楽曲で用いるに至ったという[2]。
  - 1番Aメロの途中までアコースティック・ギターのみで演奏している。後にバンド音が加わり、徐々にストリングスも加わってくる。桜井曰く「すごく綺麗なメロディに、敢えてトンガったものをぶつける面白さ」という[2]。
  - デモ音源が存在し、この音源では桜井がドラムを叩いていた。レコーディングではいい加減に叩くよう鈴木英哉へ要求したとのこと[3]。
  - ライブでは原曲よりもアップテンポにされ、キーを半音下げて演奏することが多い。また桜井はエレクトリック・ギターを使用するため、アコースティック・ギターで演奏された機会はない。
  - ミュージック・ビデオが存在し、2018年3月21日発売の『Mr.Children DOME & STADIUM TOUR 2017 Thanksgiving 25』に収録されている。監督は信藤三雄。大井中央陸橋でロケが行われた。
2. 1999年、夏、沖縄
  - 歌詞は1994年に沖縄を訪れた際の出来事を下に書かれており、曲調は吉田拓郎や浜田省吾を意識しつつ作られている[4]。
  - 『Mr.Children TOUR '99 DISCOVERY』の最中、山形県にある桜井の別荘で完成した楽曲だが、レコーディング自体は同年末にニューヨークで行われている[4]。
  - 当初は『Mr.Children TOUR '99 DISCOVERY』の千秋楽である沖縄公演で披露する予定であったものの、結局披露されることはなかった。
  - 桜井はこの楽曲がMr.Childrenにとって大事なものであると発言しており[注 1]、デビュー20周年や25周年といった節目の年にも演奏されている。
  - 演奏時間は7分40秒とかなり長い。

## テレビ出演
| 番組名                   | 日付          | 放送局     | 演奏曲         |
| ------------------------ | ------------- | ---------- | -------------- |
| Music Museum             | 2000年8月9日  | フジテレビ | 口笛 NOT FOUND |
| COUNT DOWN TV            | 2000年8月12日 | TBS        | NOT FOUND      |
| ミュージックステーション | 2000年8月18日 | テレビ朝日 | NOT FOUND      |
| ポップジャム             | 2000年8月19日 | NHK        | 口笛 NOT FOUND |
| うたばん                 | 2000年8月24日 | TBS        | NOT FOUND      |
| FUN                      | 2000年8月25日 | 日本テレビ | NOT FOUND      |
| HEY!HEY!HEY! MUSIC CHAMP | 2000年8月28日 | フジテレビ | NOT FOUND      |

## ライブ映像作品
NOT FOUND
| 作品名                                         |
| ---------------------------------------------- |
| Mr.Children Concert Tour Q 2000-2001           |
| wonederful world on DEC 21                     |
| Mr.Children / Split The Difference             |
| Mr.Children Tour 2011 SENSE                    |
| Mr.Children［(an imitation) blood orange］Tour |
| Mr.Children Tour 2018-19 重力と呼吸            |

1999年、夏、沖縄
| 作品名                                               |
| ---------------------------------------------------- |
| Mr.Children Tour 2004 シフクノオト                   |
| MR.CHILDREN TOUR POPSAURUS 2012                      |
| Mr.Children DOME & STADIUM TOUR 2017 Thanksgiving 25 |

## 収録アルバム
- 『Q』 (#1)
- 『Mr.Children 1996-2000』 (#1)
- 『Mr.Children 1992-2002 Thanksgiving 25』 (#1)
- 『Mr.Children 2011-2015』 (#1)(Liveバージョン)
- 『B-SIDE』 (#2)